# Dak-galbi
 (septembre 2022).
Le dak-galbi (닭갈비, dak et galbi se traduisent respectivement par « poulet » et « côte »), ou dakgalbi, est un plat coréen préparé en faisant sauter des dés de poulet marinés dans une sauce à base de gochujang avec des patates douces, du chou, des feuilles de perilla, des oignons verts, du tteok (gâteau de riz) et parfois d'autres ingrédients.
Ce plat a été développé dans les années 1960 en tant qu'anju bon marché pour accompagner la consommation d'alcool dans les tavernes de la périphérie de Chuncheon.
Une variation avec du fromage est également populaire.

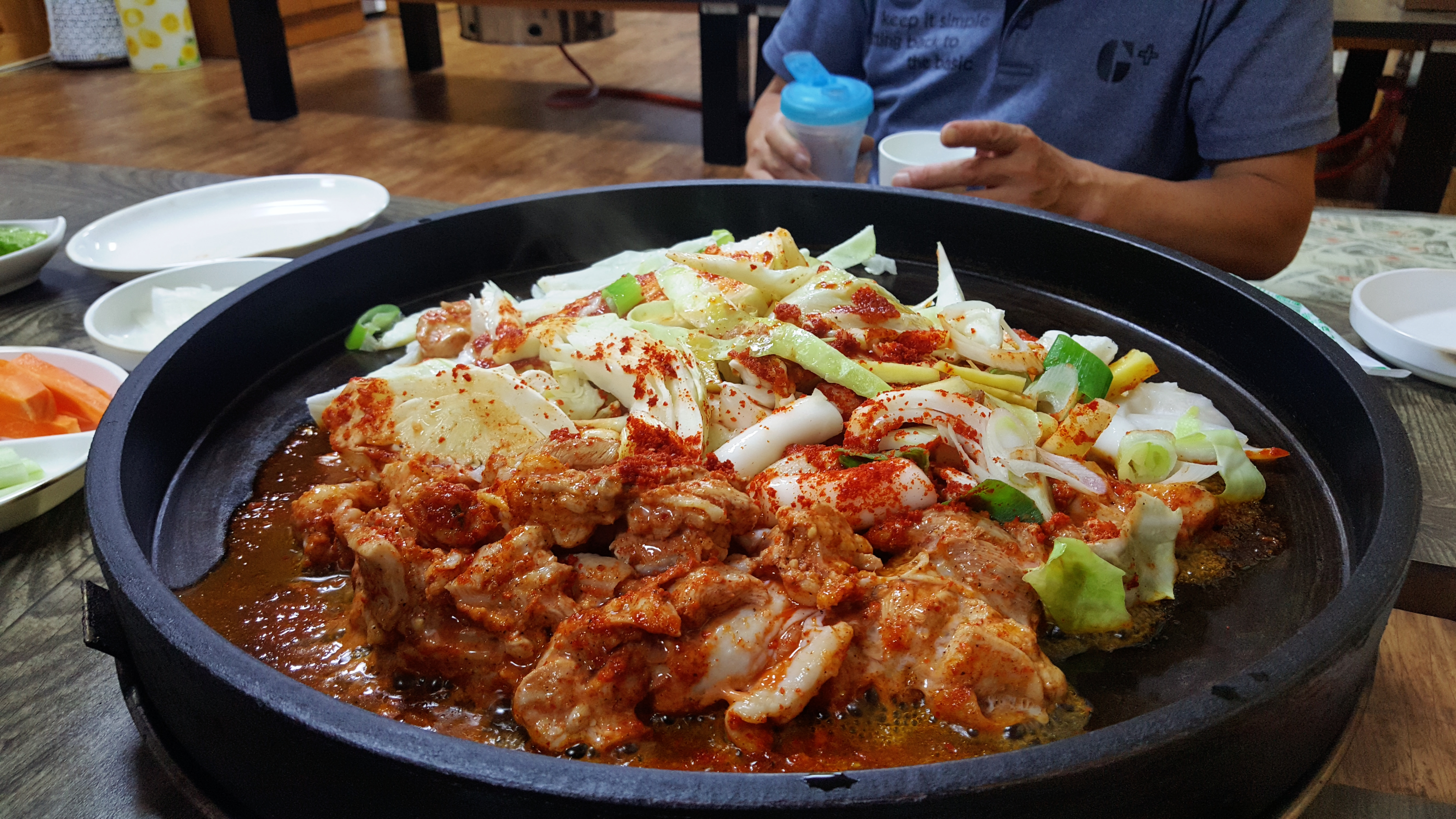
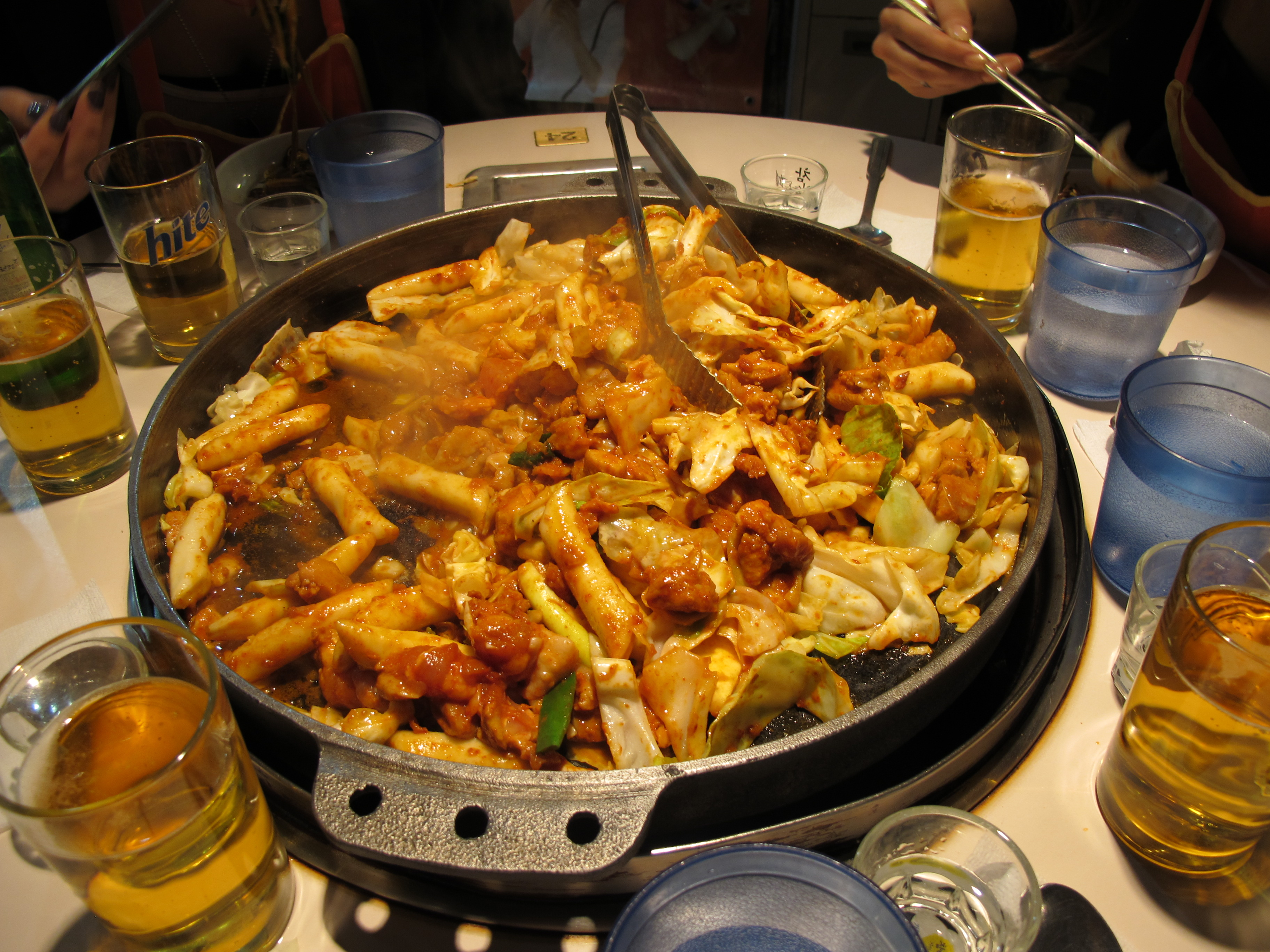
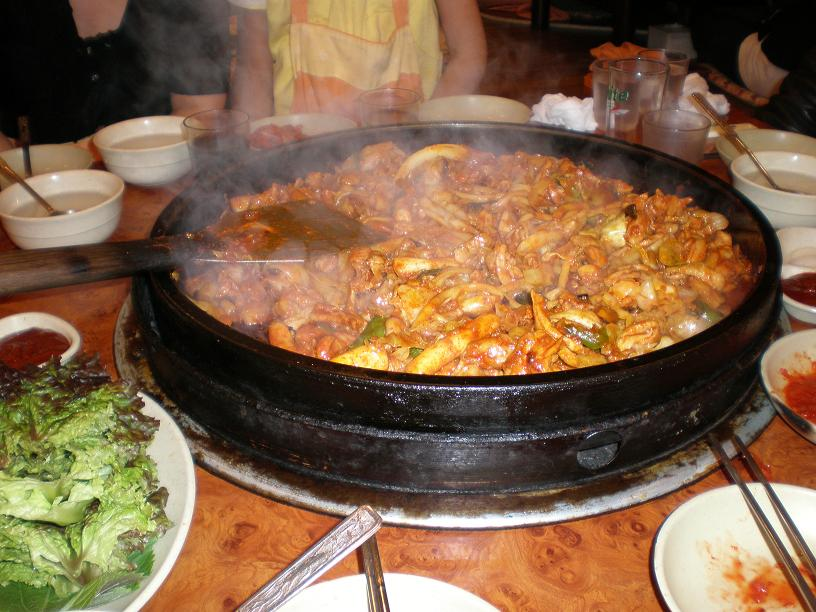
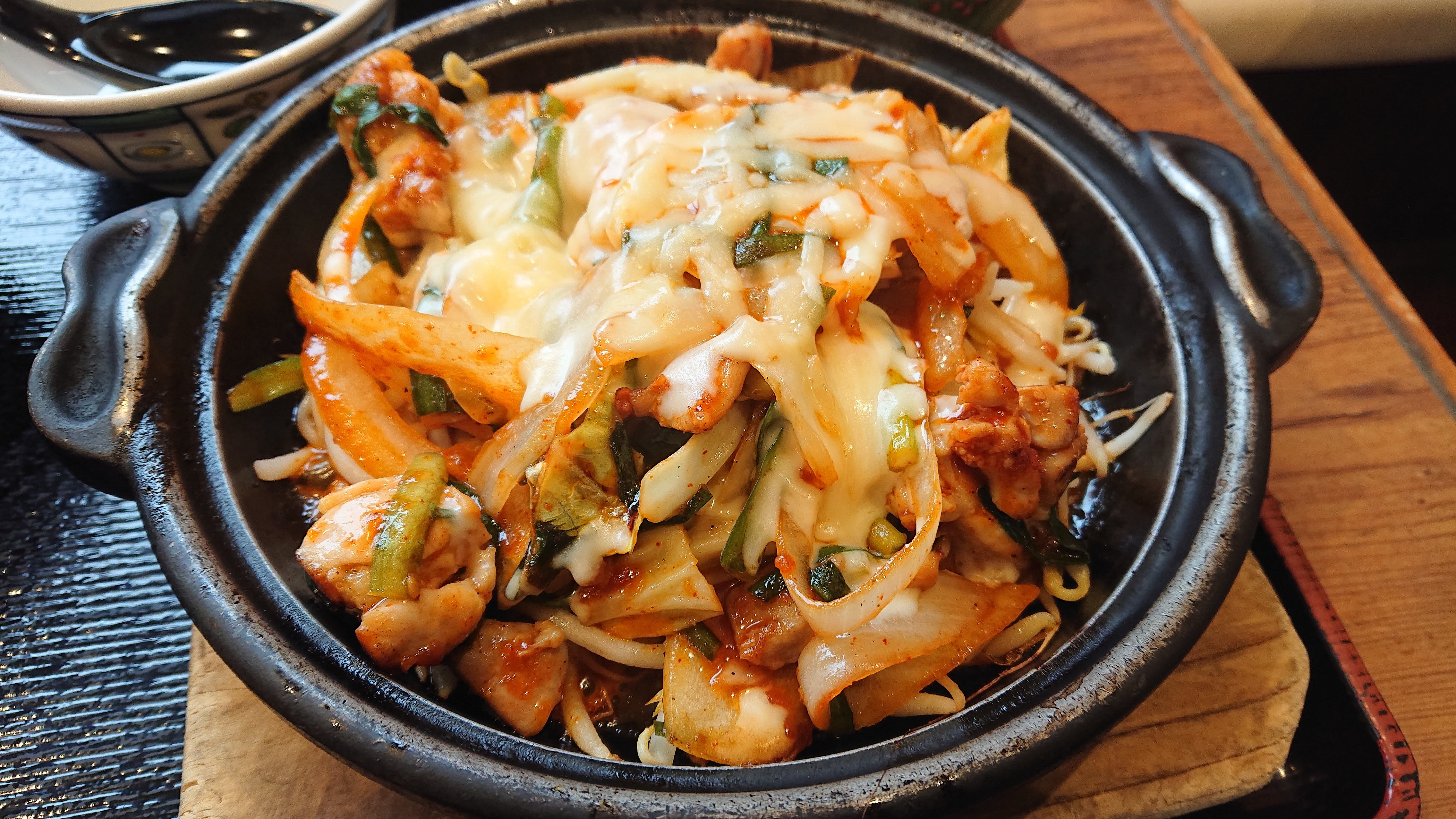
Avec du fromage.